# Drama Desk Award
Il Drama Desk Award è un'onorificenza statunitense che viene assegnata ai migliori spettacoli teatrali di prosa e musical rappresentati Off Broadway: l'assegnazione del premio è rivolta anche allo staff tecnico ed artistico degli spettacoli.

## Storia del premio
L'organizzazione Drama Desk è stata costituita nel 1949 da un gruppo di critici teatrali, redattori, giornalisti ed editori di New York, allo scopo di sensibilizzare il pubblico sulle questioni riguardanti l'industria teatrale. Nel 1955 hanno esordito originariamente con il nome di Vernon Rice Award, nome omaggio al critico del New York Post Vernon Rice, che era stato il pioniere della recensione delle opere dell'Off-Broadway nella stampa di New York. Il nome fu cambiato per la stagione di premiazione 1963-1964 in Drama Desk Awards, costituendosi nel 1975 come organizzazione senza scopo di lucro.
Al 2016 l'associazione comprende più di 100 membri, tra cui critici teatrali, giornalisti e redattori che si occupano di teatro a New York che votano per aggiudicare i premi. Il comitato per determinare le candidature alla premiazione si riunisce generalmente due volte al mese per discutere dei numerosi spettacoli idonei che i membri sono tenuti a vedere dal vivo. In seguito candidano le produzioni su cui voterà l'intera associazione.

## Categorie

### Categorie di interpretazione
- Migliore interpretazione protagonista in un musical
- Migliore interpretazione non protagonista in un musical
- Migliore interpretazione protagonista in un'opera teatrale
- Migliore interpretazione non protagonista in un'opera teatrale
- Migliore interpretazione da solista

### Categorie di spettacolo e tecniche
- Migliore Musical
- Migliore rivisitazione di un musical
- Migliore regia di un musical
- Migliore libro di un musical
- Migliore musica
- Migliore musica in uno spettacolo teatrale
- Migliore testo
- Migliore orchestrazione
- Migliore coreografia
- Migliore progettazione dei costumi di un musical
- Migliore disegno luci per un musical
- Migliore scenografia di un musical
- Migliore design del suono in un musical
- Migliore opera teatrale
- Migliore rivisitazione di un'opera teatrale
- Migliore regia di uno spettacolo teatrale
- Migliore scenografia di uno spettacolo teatrale
- Migliore scenografia di uno spettacolo teatrale
- Migliore scenografia di uno spettacolo teatrale
- Migliore disegno del suono in un'opera teatrale
- Migliore scenografia di uno spettacolo teatrale
- Migliore scenografia di un'opera teatrale
- Migliore spettacolo teatrale
- Migliore design di parrucche e capelli
- Miglior esperienza teatrale

### Premi speciali
- Drama Desk Special Award
- Migliore cast